# SN 2009ix
SN 2009ix – supernowa typu Ia odkryta 8 września 2009 roku w galaktyce A031753+4057. W momencie odkrycia miała maksymalną jasność 18,10m.